# Sturm
Sturm je priimek v Sloveniji in tujini. Po podatkih Statističnega urada Republike Slovenije je na dan 1. januarja 2011 v Slovenji uporabljalo ta priimek 6 oseb. Obstaja tudi poslovenjena različica Šturm.  

## Znani slovenski nosilci priimka
- Breda Laura Sturm (Šturm), arhitektka, slikarka in ilustratorka
- Franc Sturm/Šturm (1881—1944), romanist, univ. prof., prevajalec
- Marjan Sturm (*1951), zgodovinar, narodni delavec - manjšinski politik na Korošekm
- Jožef Sturm (1858—1935), prosvetni delavec
- Katja Sturm-Schnabl (*1936), jezikoslovka slavistka in literarna zgodovinarka

## Znani tuju nosilci priimka
- Gustav Sturm (1921—1973), nemški častnik, vojaški pilot in letalski as
- Jacques Charles François Sturm (1803—1855), francoski matematik
- Johann Christoph Sturm (1635—1703), nemški filozof in univerzitetni učitelj